# 藤巻幸夫
藤巻 幸夫（ふじまき ゆきお、1960年1月5日 - 2014年3月15日）は、日本の実業家、政治家。参議院議員を1期務めた。東京都出身。上智大学卒業。2012年頃からバイヤー等の活動上は「藤巻 幸大」の名義を用いた（読み同じ）。

## 生涯
1960年1月5日、東京都で誕生。父と先妻の間には兄・健史がおり、幸夫は後妻との間に生まれた子である。神奈川県立港北高等学校、上智大学経済学部経営学科を卒業。
卒業後、伊勢丹に入社。ブランディング、ショッププロデュースなどの実績から、カリスマバイヤーとして注目される。伊勢丹では「バーニーズ・ジャパン」、「解放区」、「リ・スタイル」の事業やブランドの立ち上げを担当。独立後はアパレル会社などを経て、2003年に福助代表取締役社長に就任。約1年半で経営再建に成功する。2005年からはセブンアンドアイ生活デザイン研究所代表取締役社長、イトーヨーカ堂取締役執行役員衣料事業部長、セブン＆アイ出版取締役を兼任し同社衣料部門の立て直しに取組む。まず着手したビジュアル・マーチャンダイジング注力による「買いやすい店」への改革で結果を出すが、続く新ブランドの展開では目標の売上げに達せず、体調を崩したこともあり、いずれも2008年までに退任した。
その後はフジマキ・ジャパン副社長、藤巻兄弟社社長、シカタ代表取締役プロデューサー、テトラスター社長、トランジットジェネラルオフィス特別顧問、ビーバイイー社外取締役、新世界百貨店（韓国）顧問、アズウェーブ顧問等を兼任。また、株式会社caramoにより運営されるWebサイト「藤巻百貨店」のプロデュースを行なった。
教育分野の活動もあり、明治大学研究・知財戦略機構特任教授、昭和女子大学生活科学部客員教授、アカデミーヒルズ「日本元気塾」講師や各種講演会の講師、また、日本流行色協会「レディースカラー」選定委員等の審査員を務める。著作の執筆、新聞・雑誌の記事連載やコメンテーターとしてのテレビ番組出演等、マスコミにも多く登場した。
2010年7月にはみんなの党から第22回参議院議員通常選挙に出馬、落選するが、比例当選者が第46回衆議院議員総選挙に立候補して自動失職したことから2012年12月に参議院議員へ繰り上げ当選。参議院では国土交通委員会委員となり、ビジットジャパンの施策や日本の「デザイン戦略」を提唱、「クールジャパン」を売り込む活動にも関わった。2013年12月に江田憲司らと共に結いの党結党に参加するが、直後にすい炎を患い入院。
2014年3月15日、東京都内の病院で大動脈破裂のため死去。54歳没。

## 略歴
- 1960年 東京都生まれ。
- 1982年 伊勢丹に入社。
- 1990年 バーニーズジャパン設立メンバーとしてレディスバイヤーを担当。
- 1994年 「解放区」を企画・立案・運営。
- 1994年 「リ・スタイル」を企画・立案・運営。
- 2000年 「BPQC」の立ち上げに参加。
- 2000年 伊勢丹を退職し独立。エス・テ・ス取締役、キタムラ専務取締役に就任。
- 2003年10月 福助代表取締役社長就任。約1年半で経営再建を行う。
- 2005年4月 福助取締役副会長に就任。
- 2005年4月 セブンアンドアイ生活デザイン研究所代表取締役社長に就任。
- 2005年5月 イトーヨーカ堂取締役執行役員衣料事業部長に就任。
- 2005年5月 セブン＆アイ出版取締役に就任。
- 2006年9月 福助取締役副会長を辞任。
- 2006年10月 福助ターンアラウンドアドバイザーに就任。
- 2007年5月 セブン＆アイ出版取締役を退任。
- 2007年8月 セブンアンドアイ生活デザイン研究所代表取締役社長を退任。
- 2008年1月 イトーヨーカ堂取締役執行役員衣料事業部長を退任。
- 2008年2月 イトーヨーカ堂顧問に就任。
- 2008年2月 フジマキ・ジャパン代表取締役副社長に就任。
- 2008年4月 デザイナー丸山敬太と組み株式会社テトラスターを設立、代表取締役に就任。
- 2008年8月 「CRUM（クラム）」をプロデュース。
- 2008年10月 明治大学研究・知財戦略機構特任教授に就任。
- 2009年1月 イトーヨーカ堂との顧問契約が終了。
- 2009年2月 株式会社藤巻兄弟社を設立。幸夫が社長、健史が会長に就任。
- 2009年2月 JR品川駅構内、ecute品川内に＜日本発見・発信＞をテーマに、コンセプトショップ“Rails藤巻商店”を開店。
- 2009年4月 - 2010年2月 NHK教育テレビジョン 『知る楽』にてゲスト（語り手）およびトランスレーター（聞き手）。
- 2010年6月3日 みんなの党参議院比例第15支部の代表となる[13]。
- 2010年6月 NHK教育テレビジョン・NHKワールド・プレミアム 『仕事学のすすめ』にてトランスレーター（聞き手）。
- 2010年7月 第22回参議院議員通常選挙において比例区にみんなの党から出馬したが[1]、落選[14]（当選者は7名で藤巻は9位だった）。
- 2010年11月30日 みんなの党参議院比例第15支部が解散する[15]。
- 2010年12月 コンセプトショップ“Rails藤巻商店” 閉店。
- 2011年8月‐ 2012年9月 テレビ朝日系列 情報満載ライブショー モーニングバード!にてレギュラーコメンテーター。
- 2012年5月 Webサイト「藤巻百貨店」（ザッパラスによる運営）をオープン。2015年8月から株式会社カラモが運営。[8]
- 2012年12月 第22回参院選比例区の上位当選者が第46回衆議院議員総選挙に立候補したことに伴う自動失職により、繰り上げ当選[9][16]。ファッション業界関係者としては初めての国会議員となった[17][10]。
- 2012年12月27日、みんなの党参議院比例第15支部の代表となる[18]。
- 2013年12月9日、江田憲司らとともに離党届を提出。
- 2013年12月18日、江田憲司が旗揚げした結いの党に参加。
- 2014年3月15日、都内の病院で大動脈破裂のため死去。54歳没。死去に伴いみんなの党比例名簿で次点の田中茂が繰り上げ当選した[19]。

## 人物
短髪に眼鏡の個性的な容姿と評論が特徴。朝日新聞土曜日版「be」では、兄の藤巻健史とともに「やっぱりフジマキに聞け」を連載。連載開始時よりタイトルを変えながら7年間にわたり執筆し、読者からの各種相談に答えた。（2011年1月からは健史単独で週刊朝日で「案ずるよりフジマキに聞け」を連載。）
人の長所を見出し人を引き込むことを志向しており、人脈が豊富である。日本の技術・感性にこだわり、日本をキーワードに人とモノをつなぐことをテーマに「全国を飛び回っている」と述べている。夢は「商品のほとんどがメイド・イン・ジャパン、あるいはプロデュース・バイ・ジャパンの『日本の百貨店』を作ること」である。講義、講演などでは熱い語り口が特徴であり、内容は専門であるマーケティング、ブランディング分野の他、リーダー論、仕事術、人生哲学などにもわたる。
政治への進出ではみんなの党幹事長の江田憲司に請われ、2010年7月の第22回参議院議員通常選挙にみんなの党から出馬したが落選。2012年12月には第46回衆議院議員総選挙への参議院議員上位当選者の立候補失職に伴う繰り上げ当選により、参議院議員となる。江田は藤巻死去の際に「永田町に新しい息吹を、と考え半ば強引に口説いた。カリスマバイヤーと言われ、型破りな発想と行動力、人脈を駆使し、縦横無尽に日本や世界を駆け巡る逸材を、二世、三世、官僚出身等でよどんだ政界に入れたかった。」と述べている。国会質問では国土交通委員会委員として、外国人観光客増加（ビジットジャパン）の施策としての外国メディアの活用や国土形成へのデザイン導入の重要性、クールジャパンとビジットジャパンの政策融合について、首相、国交大臣、観光庁長官等に提案を行なう。また、国政として日本各地の名産品をブランディングし世界に売り込んでいく試みは、バイヤー時代から一貫した活動の延長線上となるものである。「フジマキに聞け」では選択的夫婦別姓制度への賛成を示している。
2012年からはバイヤー等として活動する際の名前の表記を本名の「幸夫」から「幸大」に変更した（読みは同じ）。ただし繰り上げ当選後の国会議員としての活動は本名で行った。

## 親族
- 藤巻健史（日本維新の会所属元参議院議員、元モルガン銀行東京支店長）は異母兄（父が先妻との間にもうけた子）。
- 父は元東芝社員。
- 父方の祖父は旧制東京高等商業学校（一橋大学）を卒業して朝鮮銀行ニューヨーク支店長等を務めた銀行家。
- 父の兄は慶應義塾大学医学部放射線科助教授・客員教授・慶應義塾大学医学部月ヶ瀬温泉療養所所長を務めた。

## 主なテレビ出演
- 2004年3月30日 テレビ東京 日経スペシャル ガイアの夜明け 老舗再興 〜カリスマバイヤーが社長に挑む〜[22]。
- 2009年4月 - 2010年2月 NHK教育テレビジョン 『知る楽』 ゲスト（語り手）およびトランスレーター（聞き手）
- 2010年6月 NHK教育テレビジョン・NHKワールド・プレミアム 『仕事学のすすめ』 トランスレーター（聞き手）
- 2010年10月 - 2011年3月 日本テレビ系列 『ズームイン!!SUPER』 コメンテーター
- 2011年8月 - 2012年9月 テレビ朝日系列 『情報満載ライブショー モーニングバード!』 レギュラーコメンテーター
- 2012年8月18日 テレビ東京系列 『マネーの羅針盤』

## 主な著書
- 藤巻幸夫 編『藤巻のたのしく商売する法則』日本実業出版社、2003年11月。
- 藤巻健史・藤巻幸夫 編『藤巻兄弟の大人塾。』朝日新聞社、2003年12月。
- 藤巻幸夫 編『自分ブランドで勝負しろ！』オーエス出版、2004年1月。
- 藤巻幸夫 編『俺ならこう売る!―カリスマバイヤーが教える商売の成功法則』青春出版社、2004年2月。
- 藤巻幸夫 編『チームリーダーの教科書―図解 フジマキ流 アツイチームをつくる』インデックス・コミュニケーションズ、2005年2月。
- 藤巻幸夫 編『福助再生! 靴下からはじめよう』ダイヤモンド社、2005年3月。
- 藤巻幸夫・川島隆明 編『藤巻幸夫のポジティブ語録』PHP研究所、2005年4月。
- 藤巻幸夫 編『勝ちたければ現場をつかめ ! フジマキ流突破力』きこ書房、2006年2月。
- 藤巻幸夫 編『藤巻幸夫のつかみ。―瞬時に相手の心をつかむ会話のコツ』実業之日本社、2006年4月。
- 藤巻幸夫 編『人脈の教科書〜図解フジマキ流シビれる人生をつくる〜』インデックス・コミュニケーションズ、2007年1月。
- 藤巻健史・藤巻幸夫 編『フジマキに聞け!―お金持ちになりたい?カッコよくなりたい?』朝日新聞社、2007年3月。
- 藤巻幸夫 編『自分ブランドの教科書』インデックス・コミュニケーションズ、2007年12月。
- 藤巻幸夫・東急エージェンシー 編『志マーケティングのすすめ』東急エージェンシー、2008年10月。
- 藤巻幸夫 編『仕事学のすすめ 2009年4ー5月 (NHK知る楽/木)』NHK出版、2009年3月。
- 藤巻幸夫 編『藤巻流 実践・巻き込み術』講談社、2009年4月。
- 藤巻幸夫 編『一流になるための人生の棚卸し術』ベストセラーズ、2009年4月。
- 藤巻幸夫 編『茶色いクツをはきなさい!』ダイヤモンド社、2009年5月。
- 勝間和代・藤巻幸夫 編『勝間・藤巻に聞け!「仕事学のすすめ」〜自分ブランドで課題克服』日本放送出版協会、2009年10月。
- 藤巻幸夫 編『絶対に仕事が楽しくなる ポジティブシンキングの授業 (ビジネスマンの学校)』アクセス・パブリッシング、2009年10月。
- 藤巻健史・藤巻幸夫 編『特別講義 コミュニケーション学』実業之日本社、2010年1月。
- 藤巻幸夫 編『大改訂 図解 チームリーダーの教科書』ダイヤモンド社、2010年6月。
- 藤巻幸夫 編『ビジネスパーソンの街歩き学入門』ヴィレッジブックス、2010年12月。
- 藤巻幸大 編『［図解］できるチームリーダーの仕事術』PHP研究所、2012年1月。
- 藤巻幸大 編『目利き力 (PHPビジネス新書)』PHP研究所、2012年2月。
- 藤巻幸大 編『10年後を後悔しない君へ』ディスカヴァー・トゥエンティワン、2012年4月。
- 藤巻幸大 編『人生を楽しみたければ ピンで立て!』あさ出版、2013年1月。
- 藤巻幸大 編『なぜあの人はいつも助けてもらえるのか (PHPビジネス新書)』PHP研究所、2013年11月。

## 店舗
- Rails（レイルズ）藤巻商店（2009年3月開店 2010年12月閉店）
- 藤巻百貨店 ECショップおよび銀座店（2012年5月～）